# Guan’er (sockenhuvudort i Kina, Shanxi Sheng, lat 39,52, long 113,64)
Guan'er är en sockenhuvudort i Kina. Den ligger i provinsen Shanxi, i den norra delen av landet, omkring 210 kilometer nordost om provinshuvudstaden Taiyuan. Antalet invånare är 10 909. Befolkningen består av 5 518 kvinnor och 5 391 män. Barn under 15 år utgör 15,0 %, vuxna 15-64 år 75 %, och äldre över 65 år 8,0 %.
Runt Guan'er är det ganska tätbefolkat, med 104 invånare per kvadratkilometer. Närmaste större samhälle är Shangcunzhen, 14,5 km öster om Guan'er. Trakten runt Guan'er består i huvudsak av gräsmarker.
Genomsnittlig årsnederbörd är 671 millimeter. Den regnigaste månaden är juli, med i genomsnitt 170 mm nederbörd, och den torraste är januari, med 4 mm nederbörd.